# Everything (MISIAの曲)
「Everything」（エヴリシング）は、2000年10月25日に発売されたMISIAの7枚目のシングル。

## 解説
シングルでは「忘れない日々」以来2度目となる本格的なバラード曲。金原千恵子によるストリングスなどが用いられている。
フジテレビ系ドラマ『やまとなでしこ』主題歌となり大ヒットした。
MISIAのシングルでは初のオリコンシングルチャート1位を獲得した。その後3週連続1位を獲得した後、返り咲きで通算4週1位を獲得した。公称出荷ベースでは200万枚を超えた。累計売上は187.8万枚（オリコン調べ）で、シングルでは唯一のミリオンセラーとなっている。また、オリコンの年間シングルチャートでは集計期間の関係上、2000年には年間14位、2001年に年間12位を記録している（当時の同チャートは前年12月から当年11月までの集計であったため）。
現在までのところ、オリコンチャートにおける2000年代に発売された女性アーティストのシングルとしては最大の売上を記録しており、男性アーティストを含めても「世界に一つだけの花」（SMAP）、「TSUNAMI」（サザンオールスターズ）、「桜坂」（福山雅治）に次ぎ、4位である。また、20世紀中に達成された最後のミリオンセラー曲である。
翌2001年にはDREAMS COME TRUEとのコラボレーションシングルを発売するも、単独名義では本作のリミックスシングルとなる「Everything JUNIOR＋GOMI REMIX」のみの発売となった。オリジナルシングルは2002年の「果てなく続くストーリー」まで約1年3か月空くこととなる（この間レコード会社を移籍している）。この年、シングルは発売されなかったものの、タイトル曲が収録されたアルバム『MARVELOUS』もオリコン集計で約170万枚を売り上げるヒットとなった。
日本音楽著作権協会（JASRAC）の著作権使用料分配額（国内作品）ランキングでは、2001年度の年間1位（2002年JASRAC賞金賞）、2002年度の年間6位を獲得した。
フェイス・ワンダワークスが2015年に発表したGIGAエンタメロディで15年間で最も多くダウンロードされた着信メロディを集計した「着信メロディ15年間ランキング」において11位にランクインされた。
ミュージック・ビデオは神奈川県横浜市西区にある横浜赤レンガ倉庫で撮影された。雪の代わりには何トンにも及ぶ塩が使われた。
2008年10月29日発売のコンピレーション・アルバム『.LOVE』にも収録されている。
2010年3月31日より、日清食品の「カップヌードル」のCMに起用され、映像には「Everything」のクリップのサビの部分がそのまま使用されたうえで、歌詞が「この味は世界にひとつ」に変更されており、その歌詞をMISIA本人が録音し直した音源が使用され、口元を新しい歌詞に合う様にCG処理したものが放送されている。

## 収録曲
全作詞：MISIA
1. Everything [7:00]
作曲：松本俊明、編曲：冨田恵一
サビのフレーズである「You're everything」は、MISIAが原曲を聴いた時からすでに口ずさんでいたという。
これまでの作風にあったホイッスルの多用や極端な高音が抑えられているため、カラオケでは女性の定番曲となり、翌2001年のオリコンカラオケチャートでも上位を記録した。
2. 愛の歌 [5:37]
作曲・編曲：佐々木潤
3. Everything（Hex Hector's Club Mix） [10:59]
作曲：松本俊明、リミキサー：Hex Hector
4. Escape（DJ WATARAI Remix） [5:18]
作曲：MISIA & SAKOSHIN、リミキサー：DJ WATARAI

## カヴァーアーティスト
- エリカ・バドゥ & コモン - 2004年発売のアルバム『MISIA RESPECT ALBUM -Everything-』に収録。
- SOTTE BOSSE - 2006年発売のアルバム『Essence of life』に収録。
- 中西保志 - 2007年発売のアルバム『Standards』に収録。
- ameji - 2008年発売のアルバム『LOVE STORIES』に収録。
- エリック・マーティン - 2008年発売のアルバム『MR.VOCALIST』に収録。
- 布施明 - 2009年発売のアルバム『Ballade II』、2012年発売のコンピレーションアルバム『COVER WHITE -男が女を歌うとき- 2 ～WISH～』に収録。
- SISTER KAYA - 2009年発売のアルバム『Heartful Lovers』に収録。
- JAMOSA - 2010年発売のアルバム『LUV 〜collabo BEST〜』に収録。
- KG - 2010年発売のミニアルバム『Love for you』に収録。
- ボーイズIIメン - 2010年発売のアルバム『COVERED -Winter-』に収録。
- シェネル - 2011年発売のアルバム『Luv Songs』に収録。
- DEEP - 2012年発売のアルバム『YOUR STORY』に収録。
- シャリース - 2012年にカバー。
- 三浦あずさ（声：たかはし智秋） - 2014年1月下旬に発売された一番くじ プレミアム THE IDOLM@STER PART2のF賞の景品「アイドルマスター ミュージックコレクション」に収録。
- 松崎しげる - 2015年発売のアルバム『私の歌〜リスペクト〜』に収録。
- 一青窈 - 2015年年発売のアルバム『ヒトトウタ』に収録。
- 城南海 - 2017年発売のアルバム『ユキマチヅキ』に収録。
- ソン・シギョン - 2017年発売のアルバム『DRAMA』に収録。
- 野原みさえ（声：ならはしみき） - 2019年公開の映画『クレヨンしんちゃん 新婚旅行ハリケーン 〜失われたひろし〜』の劇中歌として使用[8]。
- 大野雄大 (from Da-iCE) - 2020年配信限定EP『UNPLUGGED EP』に収録[9]。
- 石原詢子
- ONEW (SHINee)

日本ファーストソロアルバムWho Sings? Vol.1に収録